# Silvan Furlan
Silvan Furlan, slovenski scenarist ter filmki teoretik in kritik, * 4. september 1953, Postojna, † 22. april 2005, Ljubljana.

## Življenje in delo
Osnovno šolo je obiskoval v Brjah pri Ajdovščini in v Solkanu, gimnazijo pa v Novi Gorici, kjer je 1972 tudi maturiral. Leta 1981 je diplomiral na Filozofski fakulteti v Ljubljani iz literarne teorije in  primerjalne književnosti. V letih 1974−1976 je vodil filmski krožek na osnovni šoli v Solkanu. Leta 1981 prejel nagrado Zlata ptica za filmsko kritiko. Istega leta je pričel v Slovenskem gledališkem in filmskem muzeju urejati zbirko Slovenski film. Leta 1982 se je kot kustos zaposlil v Slovenskem gledališken in filmskem muzeju v Ljubljani, 1983 je pri Enciklopediji Slovenije postal urednik za film  ter bil v letih 1983−1990 glavni urednik revije Ekran.  
Med 1983-1984 je bil na specializaciji iz filmske teorije in zgodovine na Visoki šoli za socialne komunikacije v Milanu. V letih 1985−1993 je v Ljubljani skupaj z Zdenkom Vrdlovcem vodil »Jesensko filmsko šolo«, mednarodni kolokvij o filmski kritiki in teoriji. V Pordenonu (Italija) je 1988 skupaj z Dejanom Kosanovićem pripravil retrospektivo jugoslovanskega nemega filma, v Ljubljani pa je 1990 skupaj z Jelko Stergel ustanovil Ljubljanski mednarodni filmski festival. Leta 1994 je postal direktor nove (samostojne) Slovenske kinoteke in jo v kratkem usposobil za središče slovenske filmske kulture. V Ljubljani je ustanovil Kinodvor in poskrbel za mrežo umetniških kinematografov. Napisal je nekaj sto člankov o filmu in več deset esejev o teoriji in zgodovini filma. Kot scenarist in realizator je pripravil več deset oddaj za RTV Slovenija.